# Бородастикові
Бородастикові (Megalaimidae) — родина птахів ряду Дятлоподібні (Piciformes). Включає 33 види, поширених від Тибету до Індонезії. Різноманітність сконцентрована навколо Малайського півострова і Суматри, тому ймовірно, що родина виникла там або поблизу.

## Опис
Довжина тіла варіює від розмірів горобця до великого дрозда. Найбільшим видом є Psilopogon virens вагою 210 г і довжиною 33 см. Це коренасті птахи з великою головою і міцним дзьобом. Оперення їх яскраво забарвлене, з червоними, синіми і жовтими плямами на тлі основного яскраво-зеленого, коричневого або чорного кольору. Живуть азійські дятли в лісистих тропіках. Основу харчування азійських дятлів, яке вони без зусиль знаходять в місцях свого мешкання, складають різноманітні комахи, стиглі плоди і ягоди різноманітних рослин. Бородастикові — осілі птахи. Гніздяться зазвичай в дуплах дерев, але іноді і в землі і відкладають від 2 до 4 білих яєць.

## Класифікація
Традиційно майже усі бородастики відносилися до роду Megalaima, за винятком монотипових родів Psilopogon з видом Psilopogon pyrolophus, а також Caloramphus з видом Calorhamphus fuliginosus. Останній вид виділений у власну підродину Calorhamphinae, тоді як усе інші бородастикові відносяться до підродини Psilopogontinae. Після молекулярного аналізу 2013 року рід Megalaima визнано молодшим синонімом Psilopogon.
- Підродина Psilopogontinae — бородастичні
  - Рід Psilopogon — бородастик
    - Psilopogon pyrolophus — бородастик червоночубий
    - Psilopogon haemacephalus — бородастик червоноголовий
    - Psilopogon viridis — бородастик білощокий
    - Psilopogon virens — бородастик великий
    - Psilopogon zeylanicus — бородастик цейлонський
    - Psilopogon rubricapillus — бородастик малабарський
    - Psilopogon asiaticus — бородастик блакитнощокий
    - Psilopogon lineatus — бородастик смугастий
    - Psilopogon flavifrons — бородастик жовтолобий
    - Psilopogon javensis — бородастик яванський
    - Psilopogon australis — бородастик мінливобарвний
    - Psilopogon armillaris — бородастик вогнистолобий
    - Psilopogon chrysopogon — бородастик жовтовусий
    - Psilopogon mystacophanos — бородастик червоногорлий
    - Psilopogon duvaucelii
    - Psilopogon faiostrictus — бородастик зеленощокий
    - Psilopogon corvinus — бородастик буроголовий
    - Psilopogon henricii — бородастик золотолобий
    - Psilopogon oorti — бородастик чорнобровий
    - Psilopogon rafflesii — бородастик вогнистоголовий
    - Psilopogon franklinii — бородастик золотогорлий
    - Psilopogon cyanotis
    - Psilopogon malabaricus
    - Psilopogon nuchalis
    - Psilopogon lagrandieri — бородастик блакитнобровий
    - Psilopogon faber
    - Psilopogon incognitus — бородастик чорновусий
    - Psilopogon pulcherrimus — бородастик борнейський
    - Psilopogon monticola — бородастик гірський
    - Psilopogon eximius — бородастик чорногорлий
    - Psilopogon auricularis
    - Psilopogon annamensis
    - Psilopogon chersonesus
- Підродина Caloramphinae — барбуйні
  - Рід Caloramphus — барбу
    - Calorhamphus fuliginosus — барбу